# Teutamus orthogonus
Espèce
Teutamus orthogonus est une espèce d'araignées aranéomorphes de la famille des Liocranidae.

## Distribution
Cette espèce est endémique de Sumatra en Indonésie,. Elle se rencontre vers 2 160 m d'altitude sur le Kerinci.

## Description
Le mâle holotype mesure 4,86 mm et la femelle paratype 5,78 mm.

## Publication originale
- Dankittipakul, Tavano & Singtripop, 2012 : Seventeen new species of the spider genus Teutamus Thorell, 1890 from Southeast Asia (Araneae: Liocranidae). Journal of Natural History, vol. 46, no 27/28, p. 1689-1730.